# Teresa Nawrot
Teresa Nawrot (ur. 1948) – polska aktorka, założycielka szkoły teatralnej w Berlinie.
W roku 1968 rozpoczęła studia aktorskie na Państwowej Wyższej Szkole Teatralnej w Warszawie, które ukończyła w 1971 r.
W latach 1971–1984 uczestniczyła w Teatrze Laboratorium Jerzego Grotowskiego jako aktorka i jego asystentka. Występowała w zespole tego teatru w Ameryce, Australii, na Haiti, w Japonii i w krajach Europy Zachodniej. Od roku 1975 grała też w innych teatrach, m.in. w Teatrze Współczesnym we Wrocławiu i w Starej Prochowni w Warszawie.
Po zakończeniu działalności Teatru Laboratorium występowała jako niezależna aktorka teatralna i filmowa, prowadziła też wykłady w Stanach Zjednoczonych, Ameryce Południowej, Australii, Egipcie i w wielu krajach Europy.
W roku 1983 założyła w Berlinie Zachodnim, w dzielnicy Kreuzberg, Studium Teatralne, działające do roku 1995 pod nazwą „Nawrot-Reduta”, a później pod nazwą „Reduta Berlin”. Nazwa szkoły nawiązuje do działającego w okresie międzywojennym warszawskiego teatru Reduta kierowanego przez Juliusza Osterwę. Naucza w niej metody aktorskiej Grotowskiego. Studium posiada uprawnienia niemieckiej szkoły państwowej. Teresa Nawrot pełni funkcje kierownika szkoły, jej zastępcą jest Hans-Jürgen Hannemann.
Z okazji trzydziestolecia Reduty w dniach 14-22 czerwca 2013 odbyły się uroczystości jubileuszowe organizowane z finansowym wsparciem Fundacji Współpracy Polsko-Niemieckiej.
Z okazji jubileuszu ukazały się dwie książki o szkole Teresy Nawrot: Remigiusza Grzeli „Wolne“ (Dzieje polskich kobiet) oraz Elżbiety Baniewicz „Technika Grotowskiego“. Wkrótce ukażą się też w języku niemieckim.